# Helga Bürster
Helga Bürster (* 1961 in Dötlingen) ist eine deutsche Schriftstellerin.

## Leben und Karriere
Bürster wuchs in der Nähe von Bremen auf und lebt heute in Dötlingen. Nach der Schule studierte sie Theaterwissenschaften, Literaturgeschichte und Geschichte in Erlangen. Anschließend arbeitete sie als Hörfunk- und Fernsehredakteurin sowie als Schauspielerin. Sie führte auch Regie beim Theater. Seit 1996 ist sie als freiberufliche Schriftstellerin tätig. Zu ihren Werken gehören Regionalkrimis und Hörspiele, die vom Hörfunk ausgestrahlt wurden. Sie schreibt hoch- und niederdeutsch.
2019 erschien ihr erster Roman Luzies Erbe, der sich eines positiven Echos erfreute. Ähnlich positive Kritiken bekamen auch ihre beiden anschließend veröffentlichten Romane Eine andere Zeit und Als wir an Wunder glaubten. Im Mittelpunkt von diesen Romanen stehen die Schicksale einzelner Menschen, die von historischen Ereignissen wie dem Fall der Mauer oder dem Zweiten Weltkrieg geprägt wurden.

## Auszeichnungen
Bürster erhielt 2018 den ersten Preis der Berner Büchertage für Pflastersteine.
Ihr Roman Eine andere Zeit wurde im April 2022 vom NDR zum Buch des Monats gewählt. Dazu wurde geschrieben, Eine andere Zeit sei „ein stiller, sehr berührender Roman über das Weggehen und Wiederkommen. Und über Verluste, mit denen man zu leben lernen muss.“
2023 wurde Bürsters niederdeutsches Hörspiel De Kawentsmann bei den Zonser Hörspieltagen zum besten deutschsprachigen Regionalhörspiel 2023 gekürt. Vorher hatte ihr Hörspiel Rogge über Willi Rogge, einen unter den Nationalsozialisten ermordeten Bauern, bereits 2015 denselben Preis gewonnen.

## Veröffentlichungen (Auswahl)

### Regionalkrimis
- Insel, Wind und Tod: Urlaubskrimi. Emons Verlag, Köln 2014, ISBN 978-3-95451-248-5.
- Flintenweiber. Niedersachsen Krimi. Emons Verlag, Köln 2014, ISBN 978-3-95451-390-1.
- Kraben, Kunst und Küstenkiller: Urlaubskrimi. Emons Verlag, Köln 2015, ISBN 978-3-95451-542-4.

### Hörspiele
- 2012: Ick kenn di nich. Niederdeutsches Hörspiel – Regie: Frank Grupe (Original-Hörspiel, Mundarthörspiel – RB/NDR)
  - Auszeichnungen: Zonser Hörspielpreis 2013 (2. Platz) und Zonser Darstellerpreis 2014 für Uwe Friedrichsen
- 2014: Muuschmobil. Niederdeutsches Hörspiel – Regie: Ilka Bartels (Originalhörspiel, Mundarthörspiel – RB/NDR)
- 2015: Rogge Niederdeutsches Hörspiel – Regie: Hans Helge Ott (Originalhörspiel, Mundarthörspiel – RB/NDR)[12]
  - Auszeichnung: Zonser Hörspielpreis 2015
- 2017: Pussimobil – Regie: Susanne Hinkelbein (Originalhörspiel, Mundarthörspiel (schwäbisch) – SWR)
- 2018: Een Fall vun Leevde. Niederdeutsches Hörspiel – Regie: Hans Helge Ott (Originalhörspiel, Mundarthörspiel – RB/NDR)
- 2018: Dat stuure Huus. Niederdeutsches Hörspiel – Redaktion und Regie: Ilka Bartels (Originalhörspiel, Mundarthörspiel – RB/NDR)
- 2019–2023: Niederdeutsche Hörspielreihe: Seker is seker (Originalhörspiel, Mundarthörspiel – RB/NDR)
  - 2019: 3. Folge: Küselwind – Redaktion und Regie: Ilka Bartels
  - 2020: 8. Folge: Fieravend – Regie: Wolfgang Seesko
  - 2021: 10. Folge: De! – Regie: Ilka Bartels
  - 2022: 15. Folge: Heikos – Redaktion und Regie: Ilka Bartels
  - 2023: 20. Folge: De Windmieger – Redaktion und Regie: Ilka Bartels
- 2021: Fro Kruses lange Fingers. Niederdeutsches Hörspiel – Regie: Lisa Krumme (Originalhörspiel, Mundarthörspiel – RB/NDR)
- 2021: Luzies Erbe – Bearbeitung und Regie: Wolfgang Seesko (Hörspielbearbeitung, Mundarthörspiel – RB/NDR)
  - Auszeichnung: Zonser Hörspielpreis 2021 (3. Platz)
- 2023: De Kawentsmann. Niederdeutsches Hörspiel nach Motiven der Geschichte vom Hasen-Ahlers aus dem Stühe – Regie: Wolfgang Seesko (Originalhörspiel, Mundarthörspiel – RB/NDR)
  - Auszeichnung: Zonser Hörspielpreis 2023 (1. Platz)

Quelle: ARD-Hörspieldatenbank

### Romane
- Luzies Erbe. Roman. Insel Verlag, Berlin 2019, ISBN 978-3-458-68111-3.
- Eine andere Zeit. Roman. Insel Verlag, Berlin 2022, ISBN 978-3-458-68265-3.
- Als wir an Wunder glaubten. Roman. Insel Verlag, Berlin 2023, ISBN 978-3-458-64388-3.